# DivX, LLC

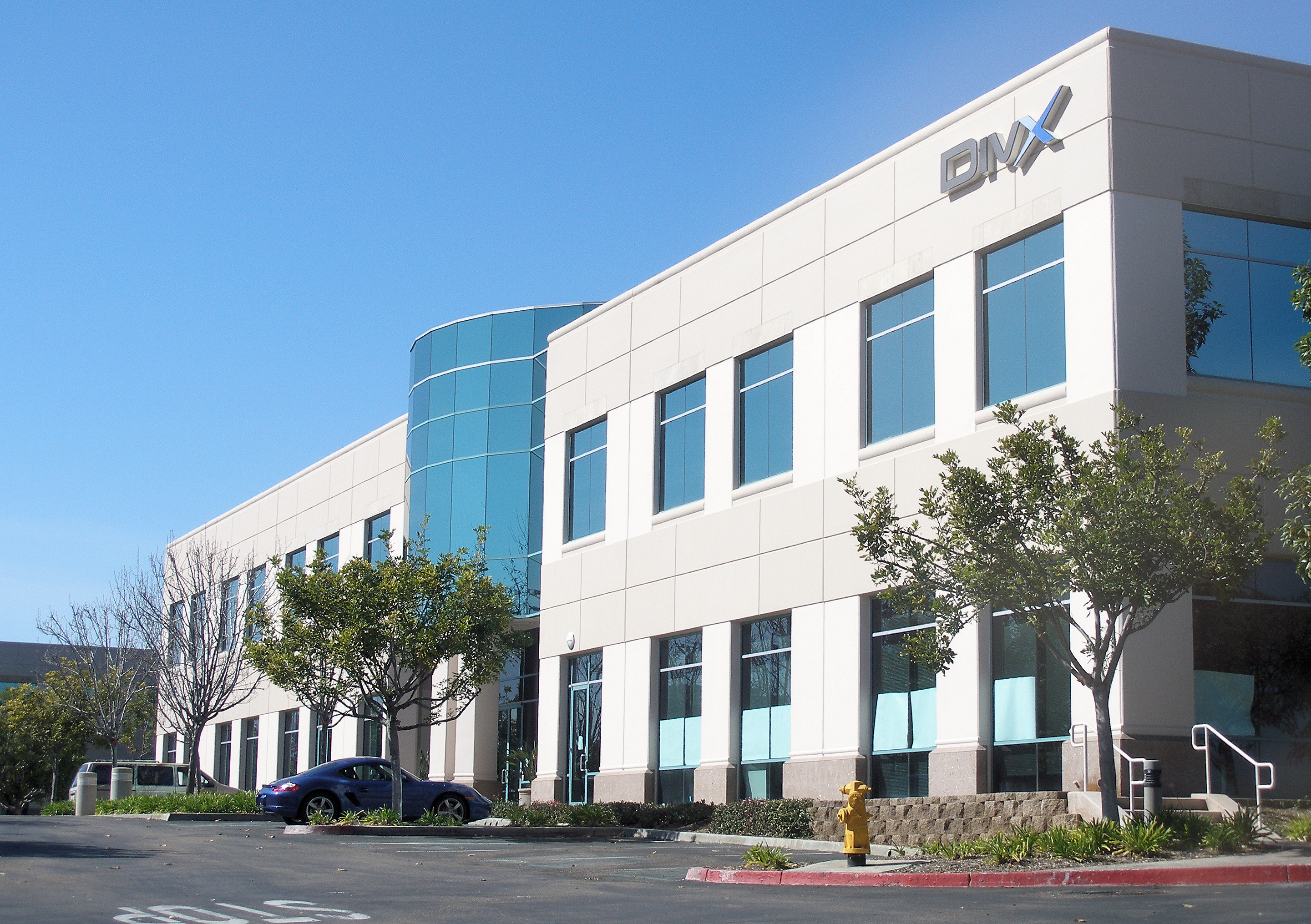
Sede da DivX em San Diego em 2008

DivX, LLC (/ˈdɪvɪks/; também anteriormente conhecida como DivXNetworks, Inc. e DiVX, Inc.) é uma empresa privada de tecnologia de vídeo com sede em San Diego, Califórnia. DivX, LLC é mais conhecida como produtora de três codecs: um codec baseado em MPEG-4 Parte 2, o codec DivX Plus H.264/MPEG-4 AVC e o codec DivX HEVC Ultra HD High Efficiency Video Coding. O software da empresa foi baixado mais de 1 bilhão de vezes desde janeiro de 2003. As ofertas da DivX, LLC se expandiram além do codec para incluir software para visualização e autoria de vídeos codificados em DivX. A DivX, LLC também licencia suas tecnologias para fabricantes de dispositivos de eletrônicos de consumo e componentes usados nesses dispositivos, dos quais mais de 1 bilhão de dispositivos compatíveis com DivX foram enviados mundialmente. A DivX certifica que esses produtos licenciados são capazes de reproduzir vídeos codificados em DivX adequadamente.